# Flagge von Yukon

Flagge von Yukon

Die Flagge von Yukon ist eine grün-weiß-blaue Trikolore mit dem Territorialwappen im mittleren weißen Feld über zwei sich kreuzenden schmalblättrigen Weidenröschen (Chamerion angustifolium), der offiziellen Blume des Territoriums. Das Wappen enthält als Helmzier einen Schlittenhund, der der Rasse Alaskan Malamute angehört. Der Wappenschild beinhaltet ein Georgskreuz, das England symbolisiert.
Weitere Symbole stehen für die Berge und deren Bodenschätze und den Fluss Yukon. Das Grün symbolisiert die Wälder Yukons, Weiß den Schnee und Blau die Seen und Flüsse. Die Aufteilung der Felder ähnelt zwar derjenigen der Nationalflagge, entspricht aber nicht ganz dem Muster des „kanadischen Pfahls“: Das mittlere Feld ist jedoch eineinhalb Mal so breit wie die äußeren Felder anstatt doppelt. Das Seitenverhältnis beträgt 2:1.
Im Hinblick auf die Hundertjahrfeier der Kanadischen Konföderation im Jahr 1967 fand ein Gestaltungswettbewerb für eine neue Flagge statt. Die Sektion Whitehorse der Veteranenorganisation Royal Canadian Legion übernahm das Patronat. Unter den 137 Einsendungen wurde ein Beitrag von Lynn Lambert ausgewählt, einem Studenten des Yukon College. Lambert hatte insgesamt zehn Vorschläge eingereicht.
Die Wettbewerbskommission sandte einen Flaggenprototyp nach Ottawa, um eine passende heraldische Beschreibung zu ermitteln. Ein Experte änderte jedoch das Design dahingehend, dass die drei Felder exakt gleich breit sind und sandte die korrigierte Version zurück. Die Kommission beharrte jedoch auf der ursprünglichen Version, die am 1. Dezember 1967 offiziell eingeführt wurde.